# Williams F122
O Williams International F122 é um motor turbofan americano desenvolvido pela Williams International.

## Design e desenvolvimento
O F122 é um turbofan de fluxo axial centrífugo de eixo duplo que é semelhante ao F107 na configuração, mas tem um empuxo máximo de 900 libras. O F122 é usado para impulsionar o míssil de cruzeiro KEPD 350 lançado do ar e foi o motor do míssil de cruzeiro AGM-137 TSSAM cancelado. Embora o AGM-137 tenha sido cancelado, o F122 foi usado pela primeira vez para o Taurus KEPD.

## Aplicações
- AGM-137 TSSAM[3]
- KEPD 350